# Oecophylla bartoniana
Oecophylla bartoniana är en myrart som beskrevs av Cockerell 1920. Oecophylla bartoniana ingår i släktet Oecophylla och familjen myror. Inga underarter finns listade i Catalogue of Life.